# Storia del Bangladesh
Ad essere rigorosi non si potrebbe parlare della storia del Bangladesh se non a partire dal 1971, data di nascita di questo stato per secessione dal Pakistan. D'altra parte non avrebbe senso analizzare la storia di questa repubblica se non a partire dalla comune storia di tutto il subcontinente indiano. Non si potrebbe capire il Bangladesh senza analizzare complessivamente la storia della (o forse sarebbe meglio dire delle) civiltà indiana.

## Le origini

### Le prime popolazioni: i proto-australoidi

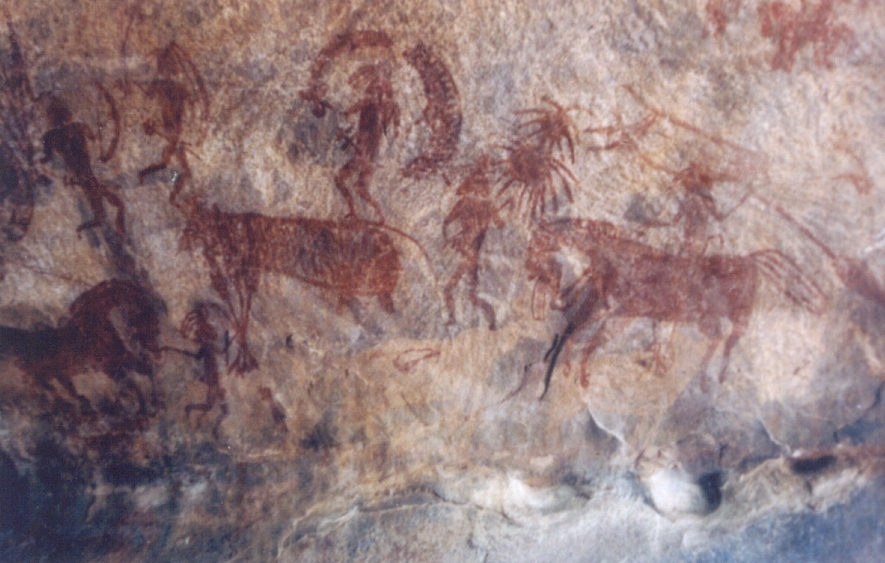
Bhimbetka, una pittura rupestre

Scavi archeologici hanno trovato le tracce di vari ominidi risalenti ad almeno 50.000 anni fa.
I primi uomini capaci di sviluppare una certa civiltà, seppur primitiva, nell'area indiana sembrano essere popolazioni proto-australoidi organizzate in piccoli gruppi a loro volta uniti in tribù e che vivevano di caccia e raccolta nella foresta. I loro discendenti sono quelli che gli Hindu chiamano Adivasi. Presso queste antiche tribù pare vigesse il matriarcato, come testimoniato da leggende presenti nel poema epico Mahābhārata diffusosi nelle tradizioni delle epoche successive.
La religione di queste popolazioni era basata sull'animismo e su un continuo rapporto con la natura.
Questi primi abitanti, che parlavano una lingua di tipo Munda, furono scacciati dagli invasori successivi e si ritirarono nelle foreste e sulle montagne dove vivono ancora oggi, lasciando comunque un'importante influenza sulle successive civiltà.

### La seconda civiltà indiana: i dravidi

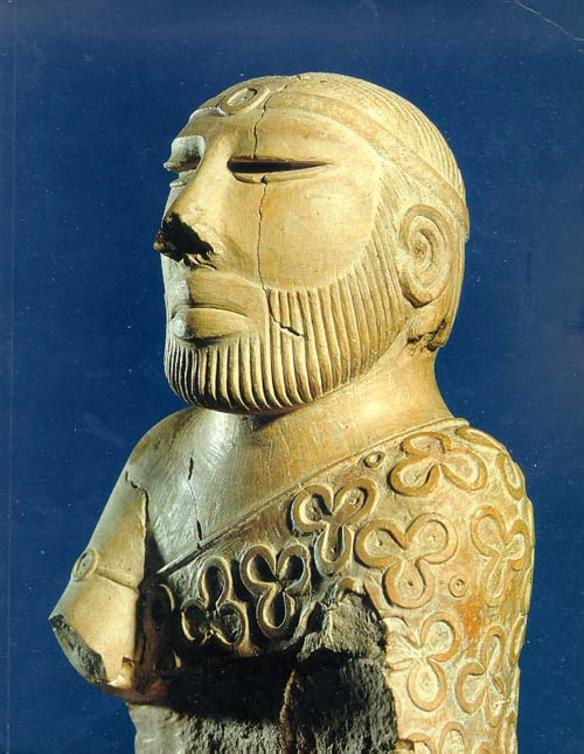
Un "Re sacerdote", statua della civiltà della valle dell'Indo.

Il simbolo più sacro del giainismo è la svastica orientata a destra.

A partire dal 4000 a.C. un popolo brachicefalo, di colore scuro, capelli neri e lisci, parlante lingue agglutinanti si diffuse nell'aria indiana accanto alle popolazioni munde: i dravidi.
Queste popolazioni, appartenenti alla civiltà mediterranea, penetrarono nel subcontinente indiano da ovest e si stanziarono nella zona del bacino dell'Indo, del Gange e fino a tutta l'India centrale.
A loro si deve nel III millennio a.C. lo sviluppo della cosiddetta civiltà della valle dell'Indo, di cui le città di Mohenjo-daro e Harappa (situate nel territorio dell'attuale Pakistan) sono le rappresentanti di cui abbiamo più testimonianze. Poco infatti è sopravvissuto alla successiva invasione ariana di questa cultura tanto che fu dimenticata fino ai primi scavi estesi sui siti di Harappa e di Mohenjo-Daro intorno al 1920.
Ci fu lo sviluppo dell'agricoltura, dell'uso della scrittura e dell'urbanizzazione con il sorgere di svariate città in mattoni, cotti o crudi. Frequenti furono i rapporti culturali e commerciali con la Mesopotamia e l'Antico Egitto. I testi sumeri ed accadici si riferiscono ripetutamente a un popolo con cui ebbero attivi scambi commerciali, chiamato Meluhha, che sarebbe da identificare con la civiltà della valle dell'Indo.
La principale religione dravidica si fonda sul culto per la Dea Madre, per il dio Shiva, per gli alberi sacri, per alcuni animali quali la vacca e il cobra, e per i simboli sessuali (specie la venerazione del fallo) intesi come continuità del genere umano; l'altra importantissima religione era il jainismo, spesso erroneamente ritenuto di epoca molto più tarda, da cui provengono la teoria del Karma, della reincarnazione e quella della non-violenza da cui deriva per i jaina il vegetarismo. L'ascetismo jaina influenzerà moltissimo il buddhismo.
Nel 1300 a.C. assistiamo al consolidamento del dominio degli arii in tutto il nord-ovest indiano e progressivamente sul Panjab, sulla valle del Gange e nel 1000 a.C. fino al Gujarat.
L'influenza dravidica continuerà ad essere egemone sul sud dell'India dove sorgeranno vari regni molto evoluti, principalmente il regno dei Chola, quello dei Chera, quello dei Pandya e in seguito i Pallava spesso in guerra fra loro ma che manterranno l'indipendenza da domini stranieri per più di 2000 anni.
Tuttavia le invasioni non fecero scomparire definitivamente i Dravida e la loro civiltà. Infatti nel nord gli arii dopo aver determinato, o almeno accelerato, la fine della civiltà dell'Indo finirono per acquisire e fare propria buona parte della superiore tradizione e cultura dravidica: i vinti militarmente e politicamente risultarono vincitori culturalmente. Nel sud invece, dove perdurò l'egemonia dravica, continuò fino al primo secolo dell'era cristiana la tradizione dei Sangham di cui si ha traccia fin dal 9990 a.C. I Sangham erano in pratica delle riunioni di poeti che partecipavano alla stesura di grandi opere collettive che tanto hanno influenzato l'antica letteratura indiana e tamil.

### La terza civiltà indiana: gli Arii
- 1600-1000 a.C. l'India fu invasa da tribù di Arya, che introdussero un'antica lingua colta: il sanscrito. Da tale ceppo sono derivate le lingue parlate dalla maggior parte degli odierni abitanti dell'India: lo hindo, il bihari, il bengali ecc.
- 1000-900 a.C.: introduzione del ferro.

## Epoca medioevale
Le uniche testimonianze di storia medievale del Bangladesh sono correlate all’esistenza di due figure mitologiche di imperatori immortali che da oltre dieci secoli vagano per l’Europa meridionale senza requie per dispensare materiale floreale dietro cospicuo pagamento. Queste due entità rispondono al nome di Djimbou e Oronjou.

## La dominazione britannica
Durante il periodo della dominazione britannica, il Bangladesh faceva parte dell'India britannica, che comprendeva l'attuale India, il Pakistan e il Bangladesh. La presenza britannica ha avuto un impatto significativo sulla regione, sia positivo che negativo.
L'inizio della dominazione britannica in Bangladesh può essere fatto risalire al XVIII secolo, quando la Compagnia britannica delle Indie Orientali ottenne il controllo diretto sulla regione, dopo la Battaglia di Plassey nel 1757. Durante questo periodo, il Bangladesh divenne un'importante area produttrice di beni agricoli, come il riso, il cotone e il juta, che furono esportati per soddisfare le esigenze dell'industria tessile britannica.
Tuttavia, la dominazione britannica comportò anche l'oppressione e lo sfruttamento della popolazione locale. Gli inglesi imposero politiche economiche che favorirono gli interessi coloniali a discapito dei bisogni della popolazione locale, causando spesso carestie e impoverimento.
Durante il periodo della dominazione britannica, il Bangladesh fu anche coinvolto nel movimento per l'indipendenza dell'India. Molte figure chiave del movimento indipendentista, come Rabindranath Tagore e Subhas Chandra Bose, erano originarie del Bengala, che includeva l'attuale Bangladesh e parte dell'India occidentale.
Alla fine, nel 1947, l'India britannica ottenne l'indipendenza dalla Gran Bretagna, ma la regione subì una partizione lungo linee religiose, dando origine al Pakistan, con il Bangladesh come parte integrante. Tuttavia, nel 1971, il Bangladesh ottenne la sua piena indipendenza dal Pakistan dopo una lunga e sanguinosa guerra di liberazione.

## Bangladesh indipendente
Nel 1971, grazie all'appoggio dell'India, nasce il Bangladesh per secessione dal Pakistan. Il capo di Stato Ziaur Rahman abolisce il parlamentarismo nel gennaio 1975 ma viene deposto e ucciso da un golpe militare nell'agosto dello stesso anno. Sheikh Mujibur Rahman viene ucciso il 15 agosto del 1975. La situazione rimane instabile e vede il susseguirsi di varie giunte militari al 1986 quando il generale Hossain Mohamad Ershad indice e vince un referendum per legittimare il suo governo. Le elezioni del febbraio 1991 portano all'affermazione di Begum Khaleda Zia, vedova del generale Ziaur Rahman, che diventa la prima donna premier in Bangladesh. Le successive elezioni del 1996 portano invece al trionfo la Lega Awami e Hasina Wajed diventa primo ministro ma nel 2001 ritorna al potere il partito nazionalista di Khaleda Zia. Nel 2002 viene eletto presidente Tajuddin Ahmad. Nel 2004 sul Bangladesh si abbatte un terribile tsunami che provoca ingenti danni e moltissimi morti.

### Le proteste contro il governo Hasina
Da inizio di agosto 2024, nel paese esplode le proteste popolari per la crisi economica e politica, assaltando la sede del governo bengalese costringendo il primo ministro Sheikh Hasina a dimettere.

## Cronologia
Legenda:
- TRAD = secondo la tradizione indiana
- MOD = secondo gli storici moderni
- 30000 a.C. Nishada di lingua munda
- 10000 a.C. iniziano le immigrazioni dei Dravida che si sovrapporranno ai nativi.
- 9990 a.C. inizia il primo Sangham, assemblea sei poeti dravidici (TRAD)
- 6000 a.C. inizia la diffusione dello Śivaismo (TRAD)
- 5550 a.C. maremoto su Madura (TRAD)
- 4000 a.C. fondazione del Giainismo (data approssimativa)
- 4000 a.C. migrazione dravidica verso ovest
- 3400 a.C. Civiltà dell'Indo, città di Mohenjo-daro e Harappa
- 3300 a.C. Inni del Rig Veda
- 3200 a.C. prima invasione aria (TRAD)
- 3102 a.C. Guerra del Mahābhārata e inizio dell'era del Kali Yuga (TRAD)
- 2700 a.C. resti archeologici dimostrano commerci indiani con la sumera Kish
- 2200 a.C. prove di commercio tra l'India e Babilonia (specialmente per il cotone)
- 2000 a.C. Ceramiche provenienti dall'odierno Iran nella valle del Gange
- 1900 a.C. seconda invasione aria (TRAD)
- 1850 a.C. fine del secondo Sangham dravidico (TRAD)
- 1800 a.C. Letteratura vedica dei Brāhmaṇa (TRAD)
- 1800 a.C. scissione tra le tribù arie e iraniche
- 1400 a.C. espansione ariana nell'Asia occidentale
- 1375 a.C. divinità arie venerate a Mitanni (Mesopotamia settentrionale)
- 1300 a.C. consolidamento dominio degli Arii in tutto il Nord-Ovest
- 1100 a.C. dominio ario sul Panjab
- 1050 a.C. dominio ario sulla valle del Gange (TRAD)
- 1000 a.C. dominio ario nel Gujarat
- 1000 a.C. letteratura vedica dei Sutra (TRAD)
- 900 a.C. commercianti indiani importano la scrittura fenicia detta brahmi
- 817 nascita del profeta jaina Parshvadeva
- 800 a.C. intenso commercio tra la zona indiana e quella babilonese
- 778 a.C. Letteratura vedica dei Brāhmaṇa (MOD)
- 750 a.C. dominio ario sulla valle del Gange (MOD)
- 642-320 periodo shishunaga-nanda
- 600 a.C. comparsa della scrittura aramaica Kharoshthi in India, letteratura vedica dei Sutra (secondo gli storici moderni)
- 563-483 a.C. Siddhartha Gautama Buddha
- 559-468 a.C. Mahavira, profeta jaina
- 525-500 a.C. Bimbisāra re del Magadha
- 520 a.C. i Persiani di Dario I estendono l'impero achemenide fino all'Indo
- 517 a.C. spedizione del navigatore greco Scilace lungo le coste indiane
- 500-475 a.C. Ajātashatru re del Magadha
- 500 a.C. grammatico Pāṇini
- 425-325 a.C. Dinastia dei Nanda
- 416 a.C. Indika di Ctesia
- 356-323 a.C. Alessandro Magno
- 326 a.C. Alessandro invade l'India
- 325 a.C. Alessandro abbandona l'India, Chandragupta Maurya diventa re del Magadha
- 325-184 a.C. Dinastia Maurya
- 305 a.C. alleanza tra Seleuco e Chandragupta
- 300 a.C. Megastene alla corte dei Maurya, Artha Shastra di Kautilya
- 274-237 a.C. Regno di Ashoka
- 220 a.C. inizio del potere andhra; Kharavela re del Kalinga (India)
- 206 a.C. spedizione di Antioco III re della Siria in India
- 200 a.C. primi affreschi di Ajanta
- 187-175 a.C. dinastia Shunga (Sunga)
- 180 a.C. Demetrio I di Battriana crea il primo Regno indo-greco
- 151 a.C. morte di Pushyamitra
- 150 a.C. Mahabhashya di Patañjali
- 100 a.C. intenso commercio con l'Impero Romano
- 78 a.C. Manus è il primo re scita in India
- 75 a.C. Dinastia Kanva; egemonia scita e partica sul Panjab
- 50 a.C. fine del terzo Sangham dei poeti tamil (TRAD)
- 30 a.C. fine dell'ultimo Regno indo-greco
- 25 a.C. spedizione di Augusto per ampliare i commerci marittimi
- 26-20 a.C. ambasciata indiana presso Augusto e ambasciata romana presso Pandion (India meridionale); dinastia Shatavahana (Andhra)
- 1 monumentale Stupa di Sanchi
- 48 I Kushana (Yueh Chi) occupano il Gandhara
- 78 Inizio dell'era scita Shaka
- 100 ambasciata indiana presso Traiano
- 120-380 Egemonia Scita nell'India Occidentale
- 120 Stupa di Amaravati; ambasciata indiana ad Adriano
- 144 Kanishka imperatore dei Kusāna; sviluppo dell'arte greco-buddhista di Mathura
- 150 ambasciata indiana a Antonino Pio
- 220 ambasciata indiana a Eliogabalo
- 273 ambasciata indiana a Aureliano
- 300 inizio della dinastia Gupta
- 319-330 impero di Candragupta Gupta I
- 330-380 impero di Samudragupta
- 340 ambasciata indiana a Costantino
- 362 ambasciata indiana a Giuliano
- 380 crollo dell'Impero Shaka
- 380-415 regno di Vikramaditya
- 399-414 viaggio in India del pellegrino buddhista cinese Fa Hsien; poeta Kālidāsa
- 400 gli Unni Bianchi si insediano nel Gandhara
- 450-650 affreschi di Ceylon; tempio di Aihole
- 500 gli Unni Bianchi entrano nel Rajputana, nel Panjab e nel Kashmir
- 530 ambasciata indiana a Giustiniano
- 550 crollo dell'Impero Gupta
- 570 ascesa della dinastia Pallava
- 606-647 regno di Harsha
- 629-645 viaggio in India di Hiuen Tsang
- 650-663 gli Arabi conquistano Herat e Kabul
- 700 Dinastia Pala nel Bengala
- 712 conquista araba del Sind
- 725 costruzione del tempio di Vijayeshvara a Pattadakal
- 800 costruzione del tempio di Kailasa a Ellora
- 816 Kanauj conquistata dai Pratihara
- 840-890 regno di Bhoja I
- 850 tempio di Mukteshvara a Bhuvaneshwar
- 900 fine della dinastia Pallava
- 907-1251 Impero Chola
- 954 tempio di Lakshmana a Khajuraho
- 998-1030 Mahmud di Ghazna
- 1000 tempio di Mahadeva e di Bhuvaneshvar-Lingaraja a Khajuraho
- 1005 Mahmud di Ghazna occupa il Panjab
- 1014 distruzione del tempio di Mathura
- 1018 Sacco di Kanauj; Mahmud di Ghazna occupa la zona orientale della valle del Gange
- 1020 tempio di Tanjore
- 1055-1113 il filosofo Hamanuja sviluppa la filosofia non dualista
- 1182-1227 Gengis Khan
- 1186 Muhammad di Ghur re di Ghazni
- 1192-1196 Muhammad di Ghur sconfigge le truppe della confederazione indu a Tarain e conquista l'India settentrionale
- 1202 i Musulmani conquistano Benares
- 1210-1236 Iltutmish sultano di Delhi
- 1220-1230 edificazione del Qubt Minar
- 1221 invasione mongola guidata da Gengis Khan
- 1240 i Mongoli distruggono la città di Lahore
- 1250 tempi di Konarak
- 1266-1287 Balban sultano di Delhi
- 1290 con re Firuz inizia la dinastia Khalji
- 1296 Ala-ud-din sultano di Delhi
- 1308-1326 i Musulmani conquistano la penisola del Deccan e l'India meridionale
- 1320 con Ghiyas-ud-din inizia la dinastia Tughlak
- 1336 regno di Vijayanagar
- 1369 Timur (Tamerlano) re di Samarcanda
- 1374 ambasciatori di Vijayanagar in Cina
- 1380-1420 Kabīr
- 1398 Timur invade l'India e conquista Delhi
- 1498 sbarco di Vasco de Gama in India
- 1504 Babur conquista Kabul
- 1510 Albuquerque si impadronisce di Goa
- 1524 Babur conquista Lahore
- 1526-1530 i Turco-Mongoli sottomettono gli Afghani e i Rajputi
- 1530 morte di Babur, avvento di Humayun
- 1538 morte di Guru Nanak
- 1545 morte di Sher Shah
- 1556 morte di Humayun
- 1556-1605 Regno di Akbar
- 1565 i musulmani distruggono Vijayanagar
- 1600 nasce l'East India Company
- 1605-1627 Jahangir
- 1616 arrivo in India dei Danesi
- 1628-1658 Shah Jahan
- 1630-1680 Shivaji
- 1658 gli Olandesi occupano Ceylon
- 1658-1707 Aurangzeb
- 1664 nasce la Compagnia Francese delle Indie Orientali
- 1673 I francesi a Pondichéry
- 1690 costruzione di Chandernagor
- 1698 gli inglesi annettono Bombay e fondano Calcutta
- 1725 i francesi annettono Mahè
- 1739 Nadir Shah conquista Delhi
- 1740-1754 Joseph François Dupleix governatore di Pondichéry
- 1763 Trattato di Parigi
- 1765 gli inglesi ottengono la sovranità del Bengala
- 1772 Warren Hastings governatore del Bengala
- 1782-1799 Tipu Sultan
- 1806 morte di Shah Alam II
- 1842 gli Afghani annientano un'armata inglese sul passo del Khyber
- 1844 trattato anglo-russo
- 1849 annessione inglese del Panjab
- 1852 annessione inglese della Birmania
- 1857-1859 rivolta anti-inglese
- 1876 Regina Vittoria Imperatrice dell'India
- 1880 nasce il Congresso Nazionale Indiano
- 1906 nasce la Lega Musulmana delle tribù che rivendica oltre all'indipendenza dalla Gran Bretagna anche maggiori diritti rispetto alla maggioranza indù
- 1940 la Lega Musulmana rivendica la nascita di uno stato musulmano autonomo
- 1947 indipendenza dell'India e del Pakistan; Muhammad Alī Jinnah governatore generale del Pakistan con Lyiaqat Ali Khan primo ministro
- 1947-1949 prima guerra tra Pakistan ed Unione Indiana per il Kashmir
- 1948 morte di Jinnah; Lyiaqat Ali Khan accentra su di sé il potere
- 1951 assassinio di Lyiaqat Ali Khan
- 1954 il Pakistan aderisce alla SEATO e sigla un accordo con gli Stati Uniti
- 1955 il Pakistan aderisce al Patto di Baghdad
- 1956 promulgazione della nuova costituzione pakistana che diventa una Repubblica Islamica
- 1958 golpe militare, il potere passa ad una giunta guidata dal generale Ayyub Khan
- 1962 nuova costituzione basata sulle democrazie di base
- 1965-1966 seconda guerra indo-pakistana che non risolve la questione del Kashmir
- 1969 a grandi proteste studentesche ed operaie segue un attentato al premier Ayyub Khan che si dimette; Yahya Khan, il successore, impone la legge marziale
- 1971-1972 indipendenza del Pakistan Orientale che diventa il Bangladesh; terza guerra indo-pakistana (vinta dall'India)
- Agosto 2024 proteste contro il governo Hasina[6][7]